# Gulbröstad fnittertrast
Gulbröstad fnittertrast (Pterorhinus gularis) är en asiatisk fågel i familjen fnittertrastar inom ordningen tättingar.

## Utseende och levnadssätt
Gulbröstad fnittertrast är en medelstor (23–25,5 cm) och långnäbbad, tillbakadragen fnittertrast. Den har svart ögonmask samt gult på hake, strupe och bröst. Vidare är den rostfärgad på flanker och undergump, rostbrun ovan och även stjärten är rostfärgad utan vita spetsar som hos liknande gulstrupig fnittertrast. Fågeln hittas i tät städsegrön undervegetation.

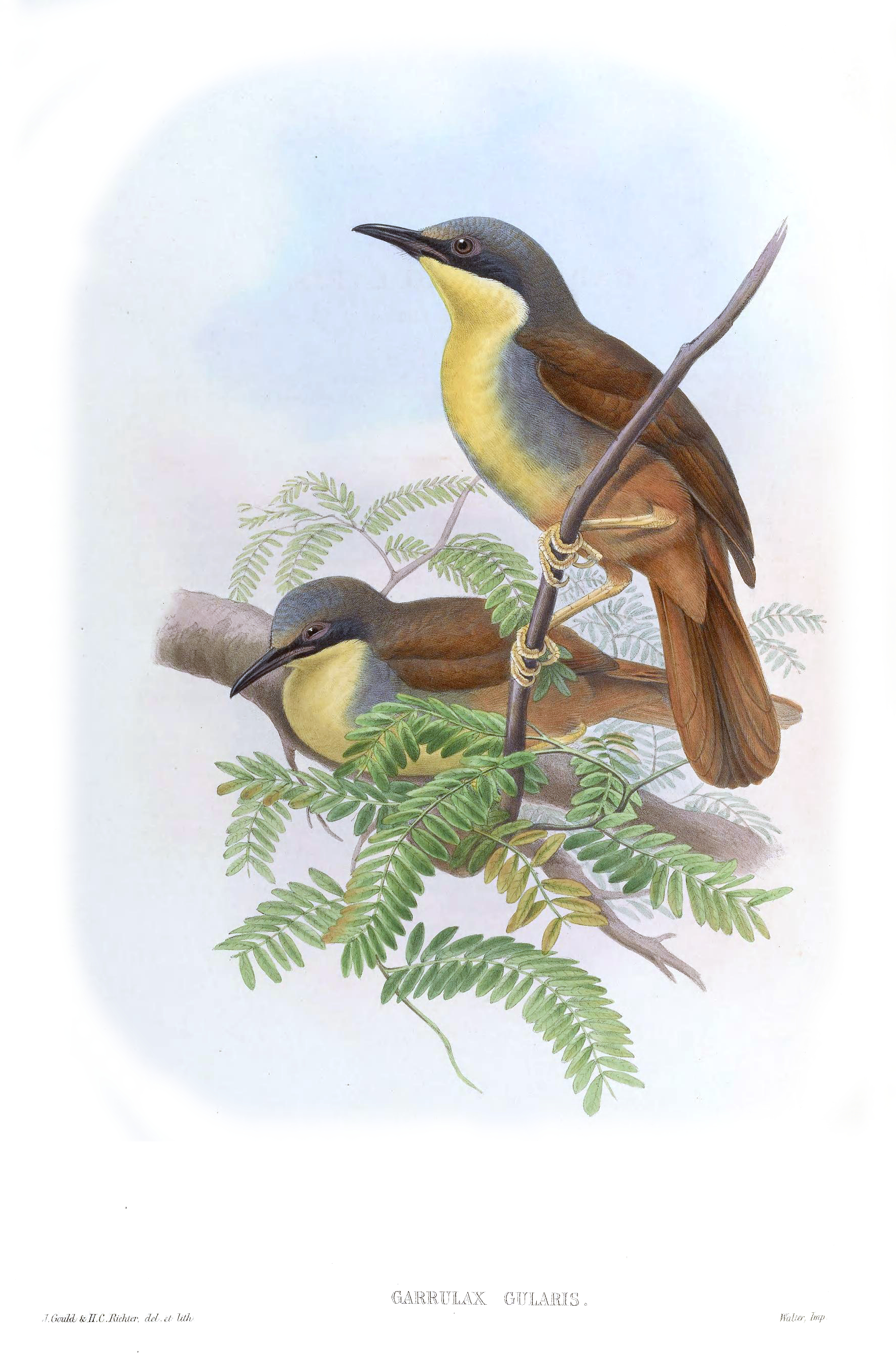

## Utbredning och systematik
Gulbröstad fnittertrast förekommer från östra Bhutan till nordöstra Indien, norra Myanmar och norra Laos. Den behandlas som monotypisk, det vill säga att den inte delas in i några underarter.

### Släktestillhörighet
Gulbröstad fnittertrast placeras traditionellt i det stora fnittertrastsläktet Garrulax, men den taxonomiska auktoriteten Clements et al lyfte ut den och ett antal andra arter till släktet Ianthocincla efter DNA-studier. Senare studier visar att Garrulax består av flera, äldre utvecklingslinjer, även inom Ianthocincla. Författarna till studien rekommenderar därför att släktet delas upp ytterligare, på så sätt att gulbröstad fnittertrast med släktingar lyfts ut till det egna släktet Pterorhinus. Idag följer tongivande International Ornithological Congress och även Clements et al dessa rekommendationer.

## Status och hot
Arten har ett stort utbredningsområde och en stor population, men tros minska i antal till följd av habitatförlust och fragmentering, dock inte tillräckligt kraftigt för att den ska betraktas som hotad. Internationella naturvårdsunionen IUCN kategoriserar därför arten som livskraftig (LC). Världspopulationen har inte uppskattats men den beskrivs som lokalt inte ovanlig till sällsynt.